# Johnny Haymer
Johnny Haymer (Saint Louis, Missouri, VS, 19 januari 1920 - Los Angeles, Californië, VS, 18 november 1989) was een Amerikaans acteur, vooral bekend als sergeant Zelmo Zale uit M*A*S*H. Haymer was tot zijn overlijden, ten gevolge van kanker, getrouwd met Helen. Hij had 3 kinderen.

## Filmografie
- Life Goes On televisieserie - Barney Ross (Afl., Paige's Date, 1989)
- Full Exposure: The Sex Tapes Scandal (televisiefilm, 1989) - Sheldon
- Punky Brewster televisieserie - Detective Denko (Afl., Cosmetic Scam, 1988)
- DuckTales televisieserie - Rol onbekend (Afl., Horse Scents, 1988, voice-over)
- Transformers televisieserie - Caliburst e.a. (1984-1987, voice-over)
- Open House (1987) - Paul Bernal
- The Golden Girls televisieserie - Commissioner (Afl., It's a Miserable Life, 1986)
- Hotel televisieserie - John Watson (Afl., Queen's Gambit, 1986)
- Spider-Man and His Amazing Friends televisieserie - Additionele stemmen (Voice-over, 1981-1986)
- G.I. Joe televisieserie - Charles Fairmont, Dr. Filmoss (Afl. onbekend, 1985-1986)
- Heart of a Champion: The Ray Mancini Story (televisiefilm, 1985) - Stan
- The Jeffersons televisieserie - Stan Fromin (Afl., Bobbles, Bangles and Booboos, 1984)
- Cagney & Lacey televisieserie - Sy Bishop (Afl., Baby Broker, 1984)
- Fame televisieserie - Gianni (Afl., Stages, 1984)
- The Facts of Life televisieserie - Officer Franklin (Afl., Under Pressure, 1983)
- Three's Company televisieserie - Rocco (Afl., Jack Goes the Distance, 1983)
- Scooby-Doo and Scrappy-Doo televisieserie - Additionele stemmen (Voice-over, 1979-1983)
- Cagney & Lacey televisieserie - The Interviewer (Afl., Better Than Equal, 1982)
- Madame's Place televisieserie - Walter 'Pinky' Pinkerton (Afl. onbekend, 1982)
- Mr. and Mrs. Dracula televisieserie - Gregor, the Bat (1980)
- Eight Is Enough televisieserie - Deliveryman (Afl., Mary, He's Married, 1979)
- M*A*S*H televisieserie - Sgt. Zelmo Zale (20 afl., 1974-1979)
- Mork & Mindy televisieserie - Danny St. Thomas (Afl., Mork in Wonderland: Part 1 & 2, 1979)
- ...And Justice for All (1979) - Mr. Crenna
- The Best Place to Be (televisiefilm, 1979) - Rol onbekend
- Samurai (televisiefilm, 1979) - Advocaat
- Real Life (1979) - Dr. Maxwell Rennert
- The Incredible Hulk televisieserie - Fred Lewitt (Afl., Haunted, 1979)
- The Comedy Company (televisiefilm, 1978) - Haberson
- American Hot Wax (1978) - Song Plugger
- Ring of Passion (televisiefilm, 1978) - Nazi Official
- Herbie Goes to Monte Carlo (1977) - Race Official
- Eight Is Enough televisieserie - Rol onbekend (Afl., Children of the Groom: Part 1 & 2, 1977)
- Annie Hall (1977) - Komiek
- Kingston: Confidential televisieserie - Rol onbekend (Afl., Triple Exposure, 1977)
- The Streets of San Francisco televisieserie - Night Waiter (Afl., Who Killed Helen French?, 1977)
- Baa Baa Black Sheep televisieserie - Sgt. Chambers (Afl., The War Biz Warrior, 1977)
- 5 Weeks in a Balloon (televisiefilm, 1977) - Rol onbekend (Voice-over)
- Logan's Run (1976) - Rol onbekend (Niet op aftiteling)
- The Four Deuces (1976) - Ben Arlen, the 'Deuce of Hearts'
- S.W.A.T. televisieserie - Rol onbekend (Afl., Terror Ship, 1975)
- Win, Place or Steal (1975) - Boardmember
- Attack on Terror: The FBI vs. the Ku Klux Klan (televisiefilm, 1975) - Reporter Poole
- Adam-12 televisieserie - Jim Brock (Afl., North Hollywood Division, 1974)
- A Touch of Grace televisieserie - Charles (Afl., The Commercial, 1973)
- The Magician (televisiefilm, 1973) - Rol onbekend
- Mongo's Back in Town (televisiefilm, 1971) - Rocca
- The Organization (televisiefilm, 1971) - John J. Bishop, Pres. Century Furniture
- Longstreet televisieserie - Harv (Afl., The Way of the Intercepting Fist, 1971)
- Evel Knievel (1971) - Rodeo cook
- Hogan's Heroes televisieserie - Generaal Sharp (Afl., Kommandant Gertrude, 1971)
- Mannix televisieserie - Jerry (Afl., The Color of Murder, 1971)
- The Doris Day Show televisieserie - Montagne (2 afl., 1969, 1970)
- The Young Lawyers televisieserie - Jimmy (Afl., Where's Aaron, 1970)
- The Governor & J.J. televisieserie - Pierre Picard (Afl., Cat on a Hot Tin Mansion, 1969)
- Get Smart televisieserie - Nova (Afl., The Not-So-Great Escape: Part 1, 1969)
- Star Trek televisieserie - The Constable (Afl., All Our Yesterdays, 1969)
- My Three Sons televisieserie - Mr. X (Afl., What Did You Do Today, Grandpa?, 1969)
- Gunsmoke televisieserie - Ned Stallcup (Afl., 9:12 to Dodge, 1968)
- Operation Greasepaint (televisiefilm, 1968) -  Brown
- The Secret War of Harry Frigg (1968) - Sgt. Pozzallo
- The Wild Wild West televisieserie - Aloyisius Moriarity (Afl., The Night of the Vipers, 1968)
- He & She televisieserie - Edward J. Flanagan (Afl., One of Our Firemen Is Missing, 1967)
- Captain Nice televisieserie - Dr. Von Keppel (Afl., That Thing, 1967)
- Pistols 'n' Petticoats televisieserie - Etienne LaVoissiere (Afl., Here Comes Trouble, 1966)
- The Girl from U.N.C.L.E. televisieserie - Joey the Clown (Afl., The Romany Lie Affair, 1966)
- The Dick Van Dyke Show televisieserie - Sam (Afl., Bad Reception in Albany, 1966)
- Honey West televisieserie - Manuel Rodriguez (Afl., Whatever Lola Wants..., 1965)